# Konstantin Abramow (generał major)
Konstantin Kirikowicz Abramow (ros. Константин Кирикович Абрамов; ur. 12 grudnia?/25 grudnia 1906 w Irkucku, zm. 10 kwietnia 1952 w Stalingradzie) – generał major gwardii Sił Zbrojnych ZSRR (1942), Bohater Związku Radzieckiego (1944).

## Życiorys
Urodził się w rodzinie robotniczej. Po wczesnej śmierci ojca, matka przeniosła się z dziećmi do Jenisejska, gdzie skończył 9 klas szkoły i pracował jako rybak, w 1923 wstąpił do Komsomołu. Od 1925 mieszkał w Aczyńsku, gdzie pracował m.in. jako ślusarz na kolei, w styczniu 1927 został I sekretarzem rejonowego komitetu Komsomołu w Nazarowie, w 1928 przyjęto go do WKP(b). Od 1928 w Robotniczo-Chłopskiej Armii Czerwonej, w 1929 brał udział w konflikcie o Kolej Wschodniochińską. Absolwent Wojskowej Akademii Politycznej im. W.I. Lenina (1938) i Wojskowej Akademii Sztabu Generalnego (1949). 
Od 1930 na dowódczych, następnie na politycznych stanowiskach w armii, był m.in. komisarzem brygady pancernej. Od 1939 szef Zarządu Politycznego Syberyjskiego Okręgu Wojskowego, 19 czerwca 1950 otrzymał stopień komisarza dywizyjnego, a 6 grudnia 1942 generała majora. Uczestnik II wojny światowej, w latach 1941–1946 szef wydziału politycznego – członek Rady Wojskowej kolejno 24 Armii (w Moskiewskim Okręgu Wojskowym), 64 Armii (wraz z którą walczył m.in. pod Stalingradem) i 63 Armii. 
W latach 1949–1952 dowódca korpusu strzeleckiego . Popełnił samobójstwo, strzelając do siebie z broni służbowej.
W Nazarowie jego imieniem nazwano ulicę.

## Odznaczenia
- Złota Gwiazda Bohatera Związku Radzieckiego (22 lipca 1944)
- Order Lenina (dwukrotnie)
- Order Czerwonego Sztandaru (trzykrotnie, 31 października 1930, 27 sierpnia 1943 i 1949)
- Order Wojny Ojczyźnianej I klasy (dwukrotnie, 4 lutego 1943 i 29 czerwca 1945)
- Order Czerwonej Gwiazdy (1944)
- Medal „Za obronę Moskwy”
- Medal „Za obronę Stalingradu”
- Medal „Za zdobycie Królewca”

i inne.